# 沙生蜡菊
沙生蜡菊（学名：Helichrysum arenarium）是菊科拟蜡菊属的植物。分布在俄罗斯、欧洲、蒙古以及中国大陆的新疆等地，生长于海拔900米至2,400米的地区，多生长于土岗、半沙丘、湿盐土的山坡、砾质土、沙丘、草地上和松林下，目前尚未由人工引种栽培。